# Église Saint-Bénigne de Jambles
L'église Saint-Bénigne est une église située sur le territoire de la commune de Jambles dans le département français de Saône-et-Loire et la région Bourgogne-Franche-Comté.

## Historique
Si une partie de l'édifice remonte au XIIe siècle, le chœur et les deux chapelles latérales sont de style gothique et paraissent avoir été construits en lieu et place d'un ensemble plus primitif.
La nef a été remaniée au XVIIIe siècle, mais la charpente et la couverture ont bénéficié d'une réfection complète en 1863.

## Protection
Elle fait l'objet d'un classement au titre des monuments historiques depuis le 9 juillet 1943.

## Description
L'une de ses particularités est son clocher à toiture de pierre.
La nef plafonnée se termine par un chœur roman précédé de deux chapelles (XVe) : elles sont dédiées, l’une à Notre-Dame de Pitié (à gauche), l’autre à sainte Anne (à droite). À gauche en entrant par la grande porte, les fonts baptismaux (la grille montre la séparation existant entre le non-baptisé et l’Église : par le sacrement du baptême, le nouveau chrétien entre dans l’Église). La nef est éclairée par un lustre dont chacune des pampilles est ornée d’une croix.

### Chapelle Sainte-Anne
L'ancienne chapelle seigneuriale (placée sous le vocable de sainte Anne) est du XVe siècle. C’est dans cette chapelle que les seigneurs assistaient aux offices par l'intermédiaire d'un hagioscope (ouverture oblique pratiquée dans le mur). Jambles était - pour partie - une ancienne seigneurie ecclésiastique, propriété de l’évêque de Chalon au début du XIIIe siècle, puis rattachée au prieur de l’abbaye bénédictine de Saint-Pierre de Chalon au XVIIIe. Le blason, sous l’ouverture nord, en est la marque. Des éléments remarquables décorent cette chapelle : la peinture de la « Prédestination de la Vierge », déjà citée ; la clef de voûte ornée de la Sainte Trinité : Père, Fils et Saint Esprit (colombe) ; sur les consoles supportant les croisées d’ogives, les rappels symboliques des quatre Évangélistes : un ange (saint Matthieu), un lion (saint Marc), un taureau (saint Luc) et un aigle (saint Jean) ; sur l’arc séparant le chœur de la chapelle : « les vignerons au baril » confirmant depuis des siècles l’identité viticole de Jambles ; le buste reliquaire de saint Bénigne, bois, XVIIe siècle.

### Vitraux
Les vitraux (XIXe) sont signés J. Besnard, Chalon S/S. Ils sont légendés et représentent :
- « Saint Louis (patron de Jambles) secourant les pauvres » ;
- la « Prédication de saint Claude » ;
- la « Mort de saint François-Xavier », jésuite ayant évangélisé les Indes, le Japon avant de mourir aux portes de la Chine ;
- « Saint Charles Borromée (évêque de Milan) communiant les pestiférés » ;
- « Saint Jean communiant la Vierge » ;
- le « Martyre de Saint Bénigne », condamné par l’empereur Marc-Aurèle en 178.

## Culte
Édifice consacré du diocèse d'Autun relevant de la paroisse Saint-Vincent-des-Buis – qui en est affectataire au titre de la loi de 1905 –, l'église de Jambles est, plusieurs siècles après sa construction, un lieu de culte catholique. 